# Prophylactis
Prophylactis is een geslacht uit de Heliozelidae, een familie uit de orde Lepidoptera  (Vlinders).

## Soorten
- P. aglaodora Meyrick, 1897
- P. argochalca Meyrick, 1897
- P. chalcopetala Meyrick, 1897
- P. memoranda Meyrick, 1897